# Lothar Skala
Lothar Skala (* 2. Mai 1952 in Groß-Gerau; † 28. September 2008 in Frankfurt am Main) war ein deutscher Fußballspieler, der zwischen 1970 und 1979 93 Punktspiele in der Bundesliga bestritt und drei Tore erzielte.

## Karriere

### Vereine
Lothar Skala wuchs im Groß-Gerauer Stadtteil Dornheim auf und begann bei seinem Heimatverein, der SG Dornheim 1886 e. V., mit dem Fußballspielen. Als A-Jugendlicher wechselte er 1969 zu den Offenbacher Kickers und unterschrieb als 18-Jähriger 1970 dort seinen ersten Profivertrag. In der ersten Saison kam er als Angreifer auf nur sieben Einsätze und die Mannschaft stieg am Ende der Saison aus der Fußball-Bundesliga ab. Skala blieb bei den Offenbachern und kehrte 1972 als Innenverteidiger und Stammspieler zurück in die Bundesliga. In der Saison 1972/1973 stand er bei allen Partien der Offenbacher in der Startformation. Die nächsten Jahre waren vor allem geprägt von Verletzungen. Nach dem erneuten Abstieg von Kickers Offenbach 1976 wechselte Skala nach einem Jahr Zweitklassigkeit zum Konkurrenten Eintracht Frankfurt, wo er noch bis zur Saison 1978/79 spielte. Für Frankfurt kam er nur 10-mal zum Einsatz. Insgesamt brachte es Lothar Skala auf 93 Bundesliga-Einsätze und schoss dabei 3 Tore.
1979 ging er dann als einer der ersten Deutschen in die North American Soccer League (NASL) zu Chicago Sting. Seine Fußballerkarriere musste er anschließend wegen irreparabler Schäden an den Kniegelenken beenden.

### Nationalmannschaft
Nach seinem Wechsel zu Kickers Offenbach 1969 wurde er in die Jugendnationalmannschaft berufen. Er nahm am UEFA-Juniorenturnier 1970 teil. In 8 Spielen erzielte er 2 Tore. Skala spielte 1973 dreimal für die U-23-Nationalmannschaft.
Am 25. April 1975 in Offenbach betritt er ein B-Länderspiel gegen A-Nationalmannschaft Finnlands, welches die B-Nationalmannschaft 6:0 gewann.

## Sonstiges
Skala eröffnete 1980 in Darmstadt die erste von einem Franchisenehmer geführte Burger-King-Filiale Deutschlands; im weiteren Verlauf auf sechs Filialen ausgeweitet. Darüber hinaus betätigte er sich als FIFA-lizenzierter Spielerberater.
An seinem Wohnort unterstützte er seinen Verein aus Jugendzeiten, die SG Dornheim, über viele Jahre sowohl ehrenamtlich als auch als Sponsor.
Im September 2008 verstarb er nach schwerer Krankheit.